# Antoine César Becquerel
Antoine César Becquerel (7 de marzo de 1788 - 18 de enero de 1878) fue un científico francés, pionero del estudio del fenómeno de la luminiscencia e investigador de la piezoelectricidad.

## Biografía

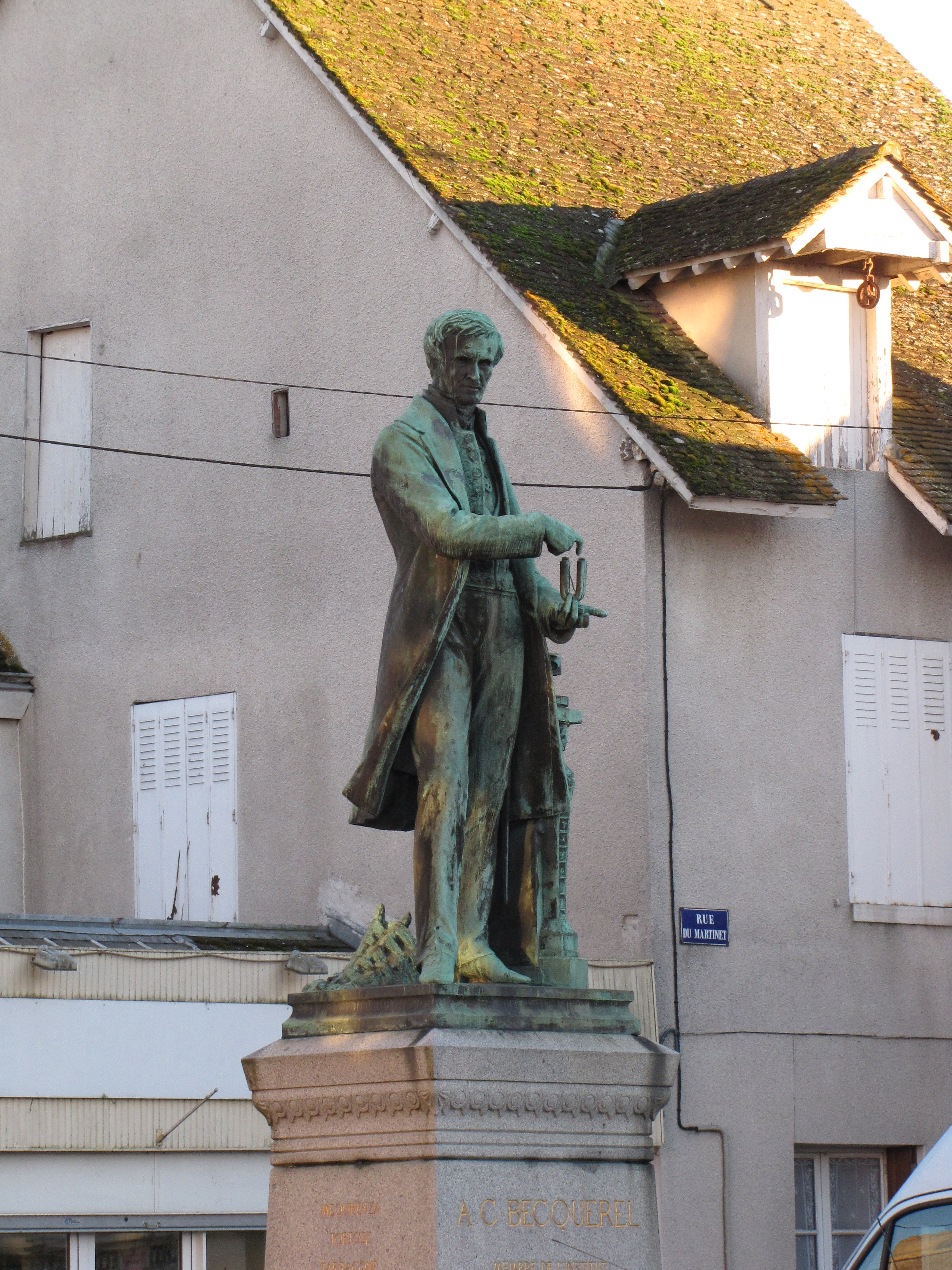
Estatua de Antoine Becquerel en Châtillon-Coligny (Loiret)

Nació en Chatillon-sur-Loing (ahora Châtillon-Coligny). Estudió en la École polytechnique, donde se convirtió en ingeniero en 1808. Sirvió en las tropas imperiales en España desde 1810 a 1812, en el ejército Aragón comandado por Suchet, distinguiéndose en el asalto al fuerte de Francolí (Tarragona); y nuevamente en Francia en 1814. Se retiró del ejército y se dedicó completamente a la vida científica.
Antoine Becquerel tuvo tres hijos: Louis Alfred Becquerel (1814-1866), médico, autor de obras sobre la detección de enfermedades en la orina. Pauline Becquerel (1819-1841), esposa de Prosper Ménière (1799-1862), especialista de las enfermedades del oído, que describió la enfermedad de Meniere. Alexandre Edmond Becquerel (1820-1891), físico; contribuyó a la obra de su padre.
Su nieto fue el famoso Henri Becquerel, premio Nobel de física descubridor de la radiactividad.

## Trabajos
- Eléments de physique terrestre et de météorologie, París, Firmin Didot, 1847.
- Des forces physico-chimiques et de leur intervention dans la production des phénomènes naturels, París, Didot, 1875.
- Resumen de la historia de la electricidad, y las aplicaciones de estas ciencias a la química a las ciencias naturales y a las artes.

## Reconocimientos
- Comendador de la Legión de Honor.
- Recibió la Medalla Copley en 1837 junto con el físico británico John Frederic Daniell.
- Es uno de los 72 científicos cuyo nombre figura inscrito en la Torre Eiffel.
- La ciudad de Chatillon-Coligny levantó una estatua en su memoria en una de sus plazas.